# Лолес Леон
Лолес Леон (на испански: Loles León) е испанска актриса. Отива в Мадрид, когато стартира актьорската си кариера. Среща се с Педро Алмодовар, който ѝ предлага да участва в негови филми. Една от най-известните ѝ роли е тази на Палома в сериала „Щурите съседи“, но увеличава своите финансови претенции към продуцентите и участва само в началото на сериала. Участва общо в 30 епизода.
Актрисата се присъединява през 2016 г. към испанския сериал „Новите съседи“ на Телесинко.